# Тубондзін
Тубондзін (пол. Tubądzin) — село в Польщі, у гміні Врублев Серадзького повіту Лодзинського воєводства.
Населення — 224 особи (2011).
У 1975-1998 роках село належало до Серадзького воєводства.

## Демографія
Демографічна структура станом на 31 березня 2011 року:
|          | Загалом | Допрацездатний вік | Працездатний вік | Постпрацездатний вік |
| -------- | ------- | ------------------ | ---------------- | -------------------- |
| Чоловіки | 114     | 27                 | 71               | 16                   |
| Жінки    | 110     | 27                 | 50               | 33                   |
| Разом    | 224     | 54                 | 121              | 49                   |